# ホンダ・オデッセイ (ATV)
オデッセイ（Odyssey）は、本田技研工業が生産・販売していた4輪ATVである。

## 概要
本田技研工業が輸出用に1976年から1985年の間生産していた1人乗りATV。1976年から1984年にかけて北米などで248cc空冷エンジンを搭載したFL250が生産された。1982年にはバギーカーやサンドレイルと同様のロールケージが追加された。1984年春にはFL350Rが発売される予定であったが1985年初めまでに発売が遅れた。2ストローク342ccエンジンにアップグレードしたもののリコールにより329ccまで減速させられた。エンジンは運転者の前面に置かれ、圧縮比6:7:1の割合でキャパシター・ディスチャージド・イグニッション、32mmスロートケーヒンキャブレーターの特色を出したが、早い段階でセルモーターが追加された。安定性を改善するため1985年にトレッドは前輪42.5インチ、後輪47.2インチにまで増加された。サスペンションは前輪4.3インチ、後輪5.9インチとなった。さらに機械的にリアディスクブレーキはシングル油圧リアディスクと前面のデュアル油圧ドラムに置き換わっている。トランスミッションは1速とバックギアの可変式トルクコンバーターである。燃料は3.1ガロン。1989年から1990年の間にかけて後継のパイロットが発売された。